# Jacinto Inácio Rodrigues da Silveira
Jacinto Inácio Rodrigues da Silveira (Ponta Delgada, 13 de Outubro de 1785 — Ponta Delgada, 20 de Dezembro de 1869), foi o 1.º barão da Fonte Bela, político, rico negociante e grande terratenente da ilha de São Miguel, Açores, que exerceu as funções de administrador geral interino do Distrito de Ponta Delgada. Foi nomeado Par do Reino, mas faleceu sem ter tomado posse.

## Biografia
Jacinto Inácio Rodrigues da Silveira nasceu em Ponta Delgada a 13 de Outubro de 1785, filho de Jacinta Rosa de Medeiros Miranda Araújo e de Jacinto Inácio da Silveira, um rico negociante ligado ao comércio da laranja.
Casou em 8 de Outubro de 1815 com Mariana Isabel de Meneses Amorim, que mais tarde, já viúva, seria feita 1.ª condessa da Fonte Bela. O casal não teve filhos.
Em 1836 foi feito barão das Laranjeiras e ascendeu a Par do Reino por carta régia de 3 de Maio de 1842, não havendo registo de ter tomado posse do lugar nas Cortes.
Um dos marcos deixado pelo Barão da Fonte Bela foi o seu imponente palácio, que hoje alberga a Escola Secundária Antero de Quental.

## O Palácio Fonte Bela
Dotado de grandes iniciativas e ligado ao negócio da laranja com a Inglaterra, foi com os lucros do mesmo que Jacinto Inácio Rodrigues da Silveira mandou erigir o imóvel hoje conhecido por Palácio Fonte Bela, obra de grande imponência, e que apresenta como novidade, na sua extensa fachada, marcas do estilo neoclássico, patente, aliás, na monumentalidade dos seus dois pórticos que se abrem para pátios que, nos extremos da frontaria, apresentam dois corpos ligados entre si por um recuado torreão que serviria para vigiar a chegada dos navios transportadores da laranja.
Os dois corpos avançados uniam-se externamente por um terraço cujo lado que dava para o então Largo da Conceição ou do Paço era ornamentado por um gradeamento de ferro que ainda suporta vasos campanulados. O corpo principal do Palácio, virado para poente, apresenta à entrada, no exterior, um alpendre de ferro sustentado por colunas. O vestíbulo, em cujo chão se vê desenhada, em pavimento de basalto regional, uma coroa de louros, a escadaria de acesso ao segundo piso e o rodapé elevado das paredes estão revestidos e igualmente pavimentados com a mesma pedra. 
De salientar que de Inglaterra para o Palácio vieram móveis e que os gradeamentos de ferro procederam directamente de Liverpool. Contudo desde que o palácio virou liceu sofreu várias remodelações e melhoramentos com a finalidade de melhor adaptar o edifício às suas novas funções.